# Ribeira do Ouro
A Ribeira do Ouro foi um estaleiro naval da Marinha Portuguesa, localizado no Porto, activo desde o século XVI até finais do século XVIII. Nesse estaleiro foram construídos principalmente galeões, tradição que se manteve até 1676, quando foram construídos os últimos galeões para a Coroa.
Em finais do século XVIII, os armazéns e oficinas da Ribeira do Ouro passaram para o Exército Português e, posteriormente, para a Companhia Geral da Agricultura das Vinhas do Alto Douro, extinguindo assim a Ribeira do Ouro.